# Окунев, Александр Анатольевич
Алекса́ндр Анато́льевич О́кунев (эст. Aleksandr Okunev, также англ. Aleksandеr Okunev, 5 июля 1961, Таллин, Эстонская ССР) — советский и эстонский актёр театра, театральный педагог. Член Театрального союза Эстонии и Союза актёров Эстонии (1994).

## Биография
В 1978 году окончил Таллинскую 26-ю среднюю школу. Театральную деятельность начал в 1971 году в театральном кружке Таллинского Дворца пионеров. В 1972 году сыграл роль сына главного героя в спектакле по пьесе Игнатия Дворецкого «Человек со стороны». В 1978–1979 годах проходил обучение в учебной студии Русского драматического театра Эстонской ССР, в 1983 году окончил Ленинградский институт культуры имени Надежды Крупской по специальности «режиссёр и постановщик народных театров».  
В детстве играл за таллинский футбольный клуб «Динамо». Увлечение футболом осталось на всю жизнь.  
В 1987–1990 годах играл в таллинском театре «У Виадука», который стал третьим театром в СССР, поставившим «Мастера и Маргариту» Михаила Булгакова (режиссёр Роман Виктюк). Александр Окунев сыграл роль Коровьева. 
С 1990 года — актёр  Русского театра в Таллине (с сезона 2025/2026 гг. — театр «Сюдалинна»). В то время театром руководил Григорий Михайлов, ученик Г. А. Товстоногова. 
После выхода Эстонии из состава СССР, в 1993 году Александр Окунев открыл несколько небольших продуктовых магазинов на таллинских рынках, и 12 лет совмещал работу в театре и предпринимательство для того, чтобы иметь возможность достойно растить своих детей в сложные годы в эстонской экономике. В конце 1980-х — начале 1990-х годов играл в созданном актёром Русского театра Эстонии Леонидом Шевцовым театре «У виадука».
Снимался в телесериалах и кинофильмах, работал педагогом и постановщиком в театре «Юность» в таллинском Центре русской культуры. С 2008 года руководит театральной студией «Форте» («Forte») при Русской гимназии Хааберсти.
В 2012 году на фестивале «Белая Вежа» в Бресте спектакль Русского театра Эстонии «Игроки», в котором Окунев сыграл обаятельного мошенника Швохнева, получил Гран-при и был награждён дипломом «За лучший актёрский ансамбль в классическом произведении».

## Роли в театре
В Русском театре Эстонии за 35 лет сыграл 89 ролей:
- 1990 — Е. Шварц «Голый корол» — обер-егерь
- 1990 — Ж.-Б. Мольер «Тартюф» — Дамис
- 1990 — В. Шукшин «А по утру они проснулись» — молчаливый
- 1991 — С. Моэм «Верные жёны» — Мортимер
- 1991 — П. Гаринеи «Чао, Руди!» — муж Мэйбл
- 1991 — Н. Н. Садур «Панночка» — Дорош
- 1991 — Д. Шапиро «Куриные головы» — новичок-милиционер
- 1991 — В. Войнович,  Г. Горин «Кот домашний, средней пушистости» — таможенник
- 1992 — Ж. Ануй «Красивая жизнь» — 2-й солдат
- 1992 — О. Табаков «Белоснежка и семь гномов» — Гном
- 1992 — Дж. Кессельринг «Мышьяк или старинные кружева» — Брофи, полицейский
- 1992 — О. Уайльд «Веер леди Уиндермир» — Паркер
- 1993 — Эд. де Филиппо «Филумена Мартурано» — Микеле
- 1994 — Ф. Вебер «Зануда» — Феликс
- 1994 — А. Кицберг «Оборотень» — Белка
- 1994 — А. Чехов «В Москву! В Москву!» («Три сестры») — Федотик
- 1994 — С. Маршак «Как среди зимы апрель наступил» — молодой солдат
- 1995 — Кампаниле «Бедный Пьеро» — Луиджи
- 1995 — «Новогодняя сказка» — кот Леопольд, Красный Дед Мороз
- 1996 — Э. Успенский «Следствие ведут колобки» — колобок
- 1996 — А. Островский «Не всё коту масленица» — Ипполит
- 1997 — Б. Шоу «Пигмалион» — Пикеринг
- 1997 — Д. Самойлов «Кот в сапогах» — Король бубей
- 1997 — Н. В. Гернет «Царевна-лягушка» — Соффон-царевич
- 1997 — А. де Мюссе «Капризы Марианны» — актёр
- 1997 — Д. И. Фонвизин «Недоросль» — Правдин
- 1998 — Ж.-Б. Мольер «Плутни Скапена» — Сильвестр
- 1998 — О. Лутс «На задворках» — Праги
- 1999 — У. Шекспир, Д. Флетчер «Укрощение строптивых» — Гортензио, Морозо
- 1999 — Д. Урбан «Мышиные проделки» — папаша Теки
- 1999 — А. С. Пушкин «Скупой рыцарь» — жид
- 2000 — Ф. М. Достоевский «Идиот» — Фердыщенко
- 2000 — Л. Н. Разумовская «Французские страсти на подмосковной даче» — Леонид Борисович
- 2001 — О. Шишкин «Анна Каренина-2» — Хирург
- 2001 — А. Эйкбурк «Дверь в смежную комнату» — Гарольд
- 2001 — А. Н. Островский «Бешеные деньги» — Телятев
- 2002 — Н. В. Гоголь «Ревизор» — Шпекин-почмейстер
- 2002 — А. Н. Островский «Гроза» — Человек Дикого
- 2003 —  «Призрак любви» по пьесе Педро Кальдерона «Дама-невидимка»
- 2004 — А. П. Чехов «Иванов» — 1-й гость
- 2004 — П. Шено «Кто чихнул?» —  Мишель Гаррон
- 2004 — С. Маршак «Счастливое колечко» (12 месяцев) — канцлер
- 2004 — У. Лейес[эст.] «Буратино летит на луну» — колодец
- 2005 — Е. Г. Скульская «Как любить императрицу» — Генерал Михельсон
- 2006 — Б. Кифф «Катящиеся камни мхом не обрастают» — Тон
- 2006 — А. Х. Таммсааре «Королю холодно» — первосвященник
- 2006 — У. Шекспир «As you like it» — Корин, старый пастух
- 2006 — А. П. Чехов «Палата № 6» — почтмейстер
- 2007 — К. Гольдони «Трактир Мирандолина»  — Граф Альбафорита
- 2008 — Р. Куни «Смешные деньги» — прохожий
- 2008 — А. С. Грибоедов «Горе от ума» — Скалозуб
- 2008 — А. В. Вампилов «Старший сын» — сосед
- 2008 — Е. Г. Скульская (по мотивам сказок Андерсена) «Ледяная роза»
- 2009 — Ж.-Б. Мольер «Дон Жуан» — г-н Димаш
- 2009 — Дж. Родари «Приключения Чиполлино и его друзей» — принц Лимон
- 2010 — Э.-Э. Шмитт «Фредерик или Бульвар преступлений» — Ля Кресоньер
- 2011 — Ж.-Б. Мольер «Тартюф» — Ж.-Клеант
- 2011 — Ю. К. Олеша «Три толстяка» — Первый толстяк
- 2012 — С. Г. Козлов «Сказки для Ёжика. Правда, мы будем всегда» — дедушка-медвежонок
- 2012 — Н. В. Гоголь «Игроки» — Швохнев
- 2012 — Б. Шлинк «Обрезание»
- 2013 — Д. Линн, Э. Джей «Премьер-министр» — Хамфри Эпплби, секретарь Кабинета Энтони Джей Джонатан Линн
- 2013 — Е. Бондаренко «Вавилонская башня-1»
- 2013 — М. А. Курочкин «Вавилонская башня-2 (Сломанные. Бедные в космосе)» — Филипп
- 2013 — Е. Л. Шварц «Золушка» — лесничий
- 2014 — К. Черчилль «Любовь и информация»
- 2014 — А. П. Чехов «Дядя Ваня» — работник
- 2014 — Н. В. Гоголь «Женитьба» — Яичница
- 2015 — А. П. Чехов «Вишнёвый сад» — Симеонов-Пищик
- 2015 — Е. Л. Шварц «Голый король» – поэт
- 2015 — Ф. М. Достоевский «Белые ночи» — Лев
- 2016 — Мартин МакДонах «Человек-подушка» — Ариэль
- 2016 — М. А. Булгаков «Зойкина квартира» – Гусь, Гандзалин
- 2016 — «Как важно быть Эрнестом» (по пьесе О. Уайльда «Как важно быть серьёзным») — Мерримен
- 2016 — В. Гауф «Холодное сердце» — Михель
- 2017 — Ф. М. Достоевский «Преступление и наказание» — Аркадий Иванович Свидригайлов
- 2017 — А. С. Грибоедов «Горе от ума» – Павел Афанасьевич Фамусов
- 2018 — С. Писахов «Морожены песни» — Дед Матвей, он же Продавец
- 2018 — У. Шекспир «Ричард III» — Герцог Бекингем
- 2018 — А. В. Вампилов «Утиная охота» — Кушак
- 2019 — «Дом Прозоровых. 40 лет спустя» — по мотивам пьесы А. Чехова «Три сестры»
- 2021 — М. А. Булгаков «Мастер и Маргарита» — Понтий Пилат
- 2021 — А. Н. Островский «Мудрец» — Крутицкий
- 2022 — Т. Леттс «Август: Графство Осейдж» — Чарли Эйкен
- 2022 — Н. В. Гоголь «Мертвые души» — полицеймейстер
- 2023 — М. Себастьян «Безымянная звезда» — начальник вокзала
- 2023 — П. Бомарше «Фигаро» — Антонио, садовник, дядя Сюзанны и отец Фаншетты
- 2024 — А. С. Пушкин «Дубровский» — священник / пристав / помещик
- 2025 — С. Лем «Солярис» — Сарториус[4]

## Роли в кино
Снялся в фильмах эстонского кинопроизводства, а также в совместных картинах эстонских, российских, финских, латвийских и греческих киностудий.

| Год       |     | Русское название                  | Оригинальное название               | Роль                      |
| --------- | --- | --------------------------------- | ----------------------------------- | ------------------------- |
| 1992      | ф   | Обнажённая в шляпе                | Обнажённая в шляпе                  | в эпизодах                |
| 2000      | ф   | Искупление                        | эст. Lunastus                       | любовник                  |
| 2001      | ф   | Добрые                            | эст. Head käed                      | водитель грузовика        |
| 2000      | ф   | Лиля навсегда                     | англ. Lilja 4-ever                  | дедушка Володи            |
| 2007      | ф   | Георг                             | эст. Georg                          | Николаев                  |
| 2008—...  | с   | Наветренная сторона               | эст. Tuulepealne maa                | Виктор                    |
| 2009      | ф   | Бибендум                          | англ. Bibendum                      | Владимир                  |
| 2010      | ф   | Красная ртуть                     | эст. Punane elavhõbe                | правая рука Салвата       |
| 2011      | ф   | Крысоловка                        | эст. Rotilõks                       | соратник по партии        |
| 2013      | ф   | Живые картины                     | эст. Elavad pildid                  | офицер НКВД, водитель КГБ |
| 2015      | ф   | Фехтовальщик                      | фин. Miekkailija                    | руководитель МГБ          |
| 2016      | кор | Мавзолей                          | эст. Mausoleum                      | Силин                     |
| 2017      | ф   | Шлюхи                             | эст. Litsid, англ. The Whores       | Трибутс                   |
| 2017      | ф   | Товарищ ребёнок                   | эст. Seltsimees laps                | русский офицер            |
| 2019      | ф   | Настоящая жизнь Йоханнеса Пяэсуке | эст. Johannes Pääsukese tõeline elu | кондуктор                 |
| 2020      | ф   | Прощай, СССР                      | эст. Hüvasti, NSVL                  | милиционер                |
| 2020—2021 | с   | В тихом омуте                     | эст. Vaga vesi, англ. Still Water   | Аркадий                   |
| 2023      | ф   | Невидимая борьба                  | эст. Nähtamatu võitlus              | капитан                   |
| 2025      | ф   | Земля, которая поёт               | латыш. Zeme, kas dzied              | губернатор                |

## Награды и звания
- 2018 — Орден Белой звезды V класса[8]